# Ilja Lazerson
Ilja Izaakowicz Lazerson (ur. 8 marca 1964 w Równem) – rosyjski szef kuchni, przewodniczący gildii szefów kuchni Petersburga.

## Życiorys
Pochodzi z Zachodniej Ukrainy. Po ukończeniu szkoły podstawowej uczył się w technikum żywienia zbiorowego w Równem. W latach 1984–1986 już jako kucharz odbył służbę wojskową. Po jej zakończeniu
przyjechał do Leningradu, gdzie ukończył studia z zakresu technologii żywienia. W 1995 objął stanowisko szefa kuchni prestiżowej (pięciogwiazdkowej) restauracji Ewropa w Sankt Petersburgu. Pracował także w dwóch innych restauracjach: Sankt Petersburg i Flora. W tym czasie założył szkołę, która miała kształcić mistrzów sztuki kulinarnej różnych specjalności.
Lazerson jest autorem kilkunastu książek kucharskich, a także autorem i prowadzącym audycję Szybka pomoc kulinarna w Radiu Rossiji. Radio Zenit, mające swoją siedzibę w Sankt Petersburgu od kilku lat nadaje prowadzony przez Lazersona program Mężczyzna w kuchni. Program z jego udziałem prezentuje także kanał telewizyjny Tonus TB. Lazerson pisuje regularnie do magazynu kulinarnego Gastronom (Гастрономъ).
Jest żonaty, ma syna i córkę.

## Dzieła
- Klasyczne etiudy kulinarne
- Szybka pomoc kulinarna
- Gotujemy dla przyjaciół
- Przepisy na dania mięsne
- Szmaragdowa księga przepisów
- Srebrna księga przepisów
- 2007: Drób. Przepisy na dania z drobiu
- 2009: Łosoś. Złote dania ze szlachetnej ryby